# Charles Trépied
Charles Trépied (1844 – 10 de junho de 1907) foi um astrônomo.
Foi diretor do Observatório de Argel, atual Centro de Investigação em Astronomia, Astrofísica e Geofísica de Argel.
Recebeu o Prêmio Lalande de 1902.